# Antiporus
Antiporus es un género de coleópteros adéfagos  perteneciente a la familia Dytiscidae. 

## Especies
- Antiporus bakewellii	Clark
- Antiporus blakeii	(Clark)
- Antiporus collaris	Hope
- Antiporus curtulus	Sharp 1882
- Antiporus duplex	(Sharp 1876)
- Antiporus femoralis	(Boheman 1858)
- Antiporus gilbertii	(Clark)
- Antiporus gottwaldi	Hendrich 2001
- Antiporus hollingsworthi	Watts 1997
- Antiporus interrogationis	(Clark 1862)
- Antiporus jenniferae	Watts 1997
- Antiporus kalbarriensis	Hendrich & Watts 2010
- Antiporus mcraeae	Watts & Pinder 2000
- Antiporus occidentalis	Hawlitschek, Porch, Hendrich & Balke 2011
- Antiporus pembertoni	Watts 1997
- Antiporus pennifoldae	Watts & Pinder 2000
- Antiporus simplex	Watts 1978
- Antiporus strigosulus	Broun 1880
- Antiporus uncifer	Sharp 1882
- Antiporus wakefieldi	Sharp. 1876
- Antiporus willyamsi	Watts 1997
- Antiporus wilsoni	Watts 1978